# Zonder titel (Piet Donk)
Aan de gevel van het gebouw van de Plesmanlaan 125 in Amsterdam is een titelloos kunstwerk te vinden. 
Het werk dateert uit 1959 en werd gemaakt voor het gebouw van het Centraal Laboratorium van de Bloedtransfusiedienst in Slotervaart, Amsterdam. De kunstenaar is Piet Donk (Leiden, 6 november 1904 – 29 maart 1994). Het stelt het embleem voor van genoemde instelling CLB en is gemaakt van koperen plaatwerk. Het kunstwerk bevindt zich op de in 1959 opgeleverde oudbouw ontworpen door architect Jan van der Linden.
Voor genoemde vleugel staat een eveneens titelloos werk van Jan Wolkers. 